# Holland (álbum)
Holland é o décimo nono álbum de estúdio da banda de rock norte-americana The Beach Boys, e foi lançado em 1973. Em meados de 1972 o The Beach Boys surgiu com um ambicioso (e caro) plano para seu próximo projeto em desenvolvimento, Holland. A banda, seus familiares, colaboradores e técnicos se deslocaram para a Holanda no verão de 1972, onde alugaram uma fazenda e a converteram em estúdio improvisado.
No final de sua aventura, a banda achou que tinha chegado com um de seus melhores esforços. A Reprise Records, no entanto, considerou o álbum fraco e, após algumas querelas, a banda pediu para Brian Wilson um material comercial. Isso resultou na canção "Sail On, Sailor", uma colaboração entre Brian Wilson e Van Dyke Parks, que se tornou uma das mais emblemáticas canções dos Beach Boys.
Holland (Brother / Reprise MS 2118) foi hit # 36 nos Estados Unidos, onde permaneceu por 30 semanas nas paradas. No Reino Unido, alcançou # 20. Foi popular nas rádios FM, que abraçaram faixas como "California Saga", de Mike Love e Al Jardine, provando que a banda ainda podia produzir músicas contemporâneas com grande afinco e inspiração mesmo sem Brian Wilson.
Holland é agora emparelhado em CD com Carl and the Passions - "So Tough".

## História
Pouco tempo depois do lançamento de Carl and The Passions - "So Tough", o gerente Jack Rieley convenceu o The Beach Boys a fazer as malas e gravar seu próximo álbum na Holanda, sentindo que a mudança de cenário acrescentaria alguma inspiração para as sessões. A banda foi para Baambrugge, uma vila do município de Abcoude, que faz parte da província de Utrecht nos Países Baixos, Europa. Jack também estava esperançoso e otimista de que a viagem faria com que o ex-líder Brian Wilson saísse de sua profunda depressão.
Em meados de 1972, Brian teve certa melhora em seu estado mental. Cientes de que ele estava criando menos músicas do que nunca, os The Beach Boys estavam esperando que ele começasse a criar. Brian contribuiu pouco para o álbum, concentrando seus esforços em "Mount Vernon e Fairway", um "conto de fadas musical" com mais de dez minutos e que foi mais tarde incluído no álbum como um bônus. Como conseqüência, Carl Wilson assumiu o comando e o resto da banda realizou um bom trabalho. Quando saiu, Holland acabou sendo um dos lançamentos dos Beach Boys mais respeitados da década de 1970 e uma de suas maiores obras-primas.
Devido a saudade, Mike Love e Al Jardine compuseram uma ode à Califórnia, dividida em três partes, intitulada "California Saga", tida como uma das melhores composições de ambos. A primeira parte, "Big Sur", foi escrita por Mike Love três anos antes e é aqui apresentada como uma valsa em 3/4. A segunda parte consiste quase que exclusivamente da narração por ambos do poema "Beaks of Eagles" de Robinson Jeffers. "California", que conta com a participação de Brian em suas primeiras duas linhas, foi composta por Al Jardine e fecha a homenagem. Um remix de "California" foi lançado como o segundo single do álbum e renomeado "California Saga (On My Way To Sunny Californ-ia)".
Dennis Wilson, que não tem nenhum vocal em Holland, contribuiu com "Steamboat", coescrita com Jack Rieley e "Only with You", composta com Mike Love (uma versão de Dennis para esta música pode ser ouvida em blootegs do seu segundo disco solo, Bambu, que seria lançado em 1979, mas que foi cancelado).
Carl contribuiu com a canção "The Trader", um épico anti-imperialista dividido em duas partes e que começa com um alegre "Hi!" de seu filho, Jonah, na época com três anos.
Holland possui grandes influências do rock progressivo, como na canção Leaving This Town,a mais claramente inspirada no gênero do disco.

## Final das gravações e lançamento
No final de sua aventura, a banda achou que tinha chegado com um de seus melhores esforços. Ao retornar da Holanda, no outono, a banda teve Holland rejeitado pela Reprise Records, que considerou o álbum fraco e sem nenhum potencial hit. Após algumas querelas, a banda pediu para Brian um material comercial. Decidiu-se acrescentar uma velha canção inacabada de Brian Wilson, co-escrita com Van Dyke Parks. Depois de alguns ajustes, Brian entregou aquela que se tornaria a música mais famosa do álbum Holland: "Sail On, Sailor". "Sail On, Sailor" foi uma das duas músicas gravadas em sua casa em Los Angeles (a outra foi "Leaving This Town", composta por Ricky Fataar, Blondie Chaplin, Mike Love e Carl Wilson). Ambas forma adicionadas de última hora no álbum. Uma das vítimas desta inclusão foi "We Got Love", uma canção de Fataar/Chaplin escrita com ajuda de Mike Love, que foi cortada do disco. Sail on Sailor foi o maior sucesso do disco, além de ser clássica e terque a versões de ilustres como Ray Charles que a cantou no 25° aniversário dos Beach Boys no Havaí.
A primeira prensagem-teste de Holland, feita nos Estados Unidos e no Reino Unido seguiu a ordem original pensada pela banda, sem "Sail On, Sailor". O Lado A começava com "Steamboat", seguido pelas três partes de "California Saga" e terminava com "We Got Love". O distribuidor alemão dos registros da Reprise prensou erroneamente cerca de 400 cópias com a ordem abortada. A primeira prensagem francesa e canadense de Holland ainda mencionava "We Got Love", apesar desta música ter sido retirada do álbum.
Lançado em janeiro de 1973, Holland recebeu boas críticas e ajudou o The Beach Boys a melhorar seu desempenho nas paradas. Mesmo atingindo # 36  nos Estados Unidos e # 20  no Reino Unido, o álbum não conseguiu chegar a ouro.

## Mount Vernon e Fairway (A Fairy Tale)
Holland tem um EP bônus intitulado Mount Vernon e Fairway (A Fairy Tale), que foi baseado no cruzamento onde a família Love morava em Los Angeles, e foi principalmente composto por Brian Wilson e diretamente influenciado pelo LP Sail Away, de Randy Newman. Brian inicialmente o havia previsto para ser a peça central de um novo álbum, que consistiria das faixas do EP e de "Funky Pretty". Ele foi inicialmente rejeitado pelos outros membros da banda, o que efetivamente fez com que Brian encerrasse as sessões até Carl decidir incluir o material em um EP em separado. No entanto, por esse ponto, Brian tinha perdido o interesse, tanto pelo projeto quanto pelo The Beach Boys. Brian não iria gravar com os Beach Boys novamente até 1974 nas sessões do abortado Caribou. Embora narrado por Jack Rieley (pois grande parte permaneceu inacabada quando Brian se afastou efetivamente do projeto), a voz do Pied Piper foi fornecida por Brian.

## Primeira versão
Uma primeira versão de "Holland", programado para ser lançado em novembro de 1972, teria as seguintes canções:
1. "Steamboat"
2. "California Saga: Big Sur"
3. "California Saga: The Beaks of Eagles"
4. "California Saga: California"
5. "We Got Love"
6. "The Trader"
7. "Leaving This Town" "
8. "Only with You"
9. "Funky Pretty"
10. "Mount Vernon And Fairway"

A Warner Bros rejeitou o álbum por ser muito fraco, e "We Got Love" foi substituída por "Sail On, Sailor".

## Capa
A fotografia na capa de Holland é uma imagem de cabeça para baixo do Kromme Waal, um canal que atravessa o centro de Amsterdam.
| Críticas profissionais                                                      | Críticas profissionais |
| Avaliações da crítica                                                       | Avaliações da crítica  |
| Fonte                                                                       | Avaliação              |
| --------------------------------------------------------------------------- | ---------------------- |
| allmusic                                                                    | [ 1 ]                  |
| Robert Christgau                                                            | (C)                    |
| Esta tabela precisa de ser acompanhada por texto em prosa. Consulte o guia. |                        |

## Faixas
1. "Sail On, Sailor" (Brian Wilson/Tandyn Almer/Ray Kennedy/Jack Rieley/Van Dyke Parks) – 3:19
  - Blondie Chaplin nos vocais
2. "Steamboat" (Dennis Wilson/Jack Rieley) – 4:33
  - Carl Wilson nos vocais
3. "California Saga: Big Sur" (Mike Love) – 2:56
  - Features Mike Love on lead vocals
4. "California Saga: The Beaks of Eagles" (Robinson Jeffers/Al Jardine/Lynda Jardine) – 3:49
  - Features Mike Love on narration [1st and 3rd verses], Al Jardine on lead vocals and narration [2nd verse]
5. "California Saga: California" (Al Jardine) – 3:21
  - Features Mike Love on lead vocals
6. "The Trader" (Carl Wilson/Jack Rieley) – 5:04
  - Carl Wilson nos vocais
7. "Leaving This Town" (Ricky Fataar/Blondie Chaplin/Carl Wilson/Mike Love) – 5:49
  - Blondie Chaplin nos vocais
8. "Only with You" (Dennis Wilson/Mike Love)  – 2:59
  - Carl Wilson nos vocais
9. "Funky Pretty" (Brian Wilson/Mike Love/Jack Rieley) – 4:09
  - Carl Wilson, Al Jardine, Blondie Chaplin e Mike Love nos vocais

### Mount Vernon and Fairway (A Fairy Tale)
1. "Mt. Vernon And Fairway (Theme)" (Brian Wilson) – 1:34
  - Narração de Jack Rieley
2. "I'm the Pied Piper (Instrumental)" (Brian Wilson/Carl Wilson) – 2:20
  - Narração de Jack Rieley
3. "Better Get Back in Bed" (Brian Wilson) – 1:39
  - Narração de Jack Rieley, Carl Wilson nos vocais
4. "Magic Transistor Radio" (Brian Wilson) – 1:43
  - Narração de Jack Rieley,  Brian Wilson nos vocais
5. "I'm the Pied Piper" (Brian Wilson/Carl Wilson) – 2:09
  - Narração de Jack Rieley, Brian Wilson como a voz de Pied Piper de jan
6. "Radio King Dom" (Brian Wilson/Jack Rieley) – 2:38
  - Narração de Jack Rieley

### Singles
- "Sail On Sailor" b/w "Only with You" (Brother 1138), 29 de janeiro de 1973 US #79
- "California Saga (On My Way To Sunny Californ-i-a)" b/w "Funky Pretty" (Brother 1156), 16 de abril de 1973 US #84; UK #37
- "Sail On Sailor" b/w "Only with You" (re-release) (Brother 1325), 10 de Março de 1975 US #49